# Stanimir
Stanimir je moško osebno ime.

## Izvor imena
Ime Stanimir je različica moškega osebnega imena Stanislav.

## Pogostost imena
Po podatkih Statističnega urada Republike Slovenije je bilo na dan 31. decembra 2007 v Sloveniji število moških oseb z imenom Stanimir: 62.

## Osebni praznik
Osebe z imenom Stanimir lahko godujejo takrat kot osebe z imenom Stanislav.